# Petr Uher
Petr Uher, född 21 september 1950 i Prag, är en tidigare tjeckoslovakisk orienterare. Han tog brons i stafett vid 1979.